# 1056 w polityce
Wydarzenia polityczne w 1056 roku.

## Wydarzenia
- Początek regencji w Niemczech w imieniu Henryka IV cesarzowej-wdowy Agnieszki[1][2].

## Zmarli
- 31 sierpnia Teodora, cesarzowa bizantyńska. Jako że była bezdzietna, z jej śmiercią wygasa Dynastia macedońska[1].
- 10 września Wilhelm, margrabia Marchii Północnej.
- 5 października Henryk III Salicki, król niemiecki i cesarz rzymski (ur. 1017).